# Patricia Schumann
Patricia Schumann (født 4. juni 1975) er en dansk skuespillerinde. Hun er uddannet fra Statens Teaterskole i 2005. Datter af Benny Schumann.

## Filmografi
- Vildbassen (1994)
- De fortabte sjæles ø (2007)
- De unge år (2007)
- Preludium (2008)
- Profetia (2009)
- Submarino (2010) (modtog Bodilprisen for bedste kvindelige birolle)
- Hold om mig (2010)
- Kvinden i buret (2012)
- Villads fra Valby (2015)
- Valhalla (2019)
- Den tid på året (2018)
- De forbandede år (2020)

### Tv-serier
- Sommer (2008, afsnit 19)
- Lulu & Leon (2008, afsnit 3)
- Thea og leoparden (2009)
- Lærkevej (2009, afsnit 3 & 4)
- Borgen (2010-)
- Den som dræber (2011, afsnit 9 & 10)
- Dicte (2012)
- Rita (2012)
- Rytteriet 2 (2013)
- Tidsrejsen (2014)
- Herrens Veje (2017)